# Kathryn Mitchell
Kathryn Mitchell (* 10. Juli 1982 in Hamilton, Victoria) ist eine australische Leichtathletin, die sich auf den Speerwurf spezialisiert hat und in dieser Disziplin Inhaberin des Ozeanienrekordes ist. 2018 gewann sie die Goldmedaille bei den Commonwealth Games.

## Sportliche Laufbahn
Erste internationale Erfahrungen sammelte Kathryn Mitchell bei der Sommer-Universiade 2003 in Daegu, bei denen sie mit einer Weite von 52,05 m den zwölften Platz belegte. 2006 nahm sie erstmals an den Commonwealth Games in Melbourne teil und erreichte dort mit 55,22 m Rang sechs und vier Jahre darauf bei den Spielen in Neu-Delhi mit einem Wurf auf 54,25 m Fünfte. 2012 qualifizierte sie sich für die Olympischen Spiele in London, bei denen sie mit 59,46 m im Finale den neunten Platz belegte. Im Jahr darauf wurde sie bei den Weltmeisterschaften in Moskau mit 63,77 m Fünfte und bei den Commonwealth Games 2014 in Glasgow mit 62,59 m Vierte. 2015 nahm sie erneut an den Weltmeisterschaften in Peking teil, schied dort aber mit 61,04 m bereits in der Qualifikation aus. Bei den Olympischen Spielen 2016 in Rio de Janeiro gelangte sie erneut bis in das Finale, in dem sie mit einer Weite von 64,36 m den sechsten Platz belegte. Dafür schied sie 2017 bei den Weltmeisterschaften in London mit 57,42 m erneut in der Qualifikation aus. Im Jahr darauf siegte sie bei ihren vierten Commonwealth Games im heimischen Gold Coast mit neuem Ozeanien- und Spielerekord von 68,92 m und klassierte sich damit auf Rang sieben der ewigen Weltbestenliste (Stand: 2019).
2021 erreichte sie bei den Olympischen Spielen in Tokio das Finale und belegte dort mit einer Weite von 61,82 m den sechsten Platz.
2022 startete sie bei den Weltmeisterschaften in Eugene und schied dort mit 53,09 m in der Qualifikationsrunde aus. Im Jahr darauf siegte sie mit 61,84 m bei den Austrian Open Eisenstadt und erreichte anschließend bei den Weltmeisterschaften in Budapest das Finale, verletze sich dort aber beim Einwerfen und konnte nicht an den Start gehen. 2024 siegte sie mit 62,12 m beim Maurie Plant Meet belegte im August bei den Olympischen Sommerspielen in Paris mit 62,63 m im Finale den siebten Platz.
In den Jahren 2008, 2018 und 2021 wurde Mitchell australische Meisterin im Speerwurf.